# Milan Kolář (pedagog)
Milan Kolář (* 28. července 1953 Jihlava) je český politik a středoškolský pedagog, v letech 2002 až 2006 a opět od roku 2010 zastupitel města Jihlavy (v letech 2014 až 2016 též náměstek primátora).

## Život
Vystudoval střední ekonomickou školu a následně v letech 1972 až 1977 Vysokou školu ekonomickou v Praze (získal titul Ing.). V roce 1982 nastoupil do Okresního klubu mládeže Jihlava, který do roku 1989 vedl.
Věnuje se organizování a pořádání kulturních událostí, první koncert uspořádal v roce 1974 v jihlavském dělnickém domě. Později pak mimo jiné založil folkový festival Prázdniny v Telči, obnovil Jihlavský havířský průvod (od roku 1997), obnovil Pouť ke svatému Jánu a založil tradici příjezdů svatého Martina do Jihlavy (od roku 1996).
V roce 1991 krátce pracoval na jihlavské radnici, od roku 1992 soukromě podniká. Později začal působit jako pedagog, učí počítačovou grafiku na Soukromé vyšší odborné škole sociální v Jihlavě. Angažuje se jako člen správní rady obecně prospěšné společnosti Slavonická renesanční (od roku 2007), v minulosti byl členem dozorčí rady společnosti Prádelna a čistírna Jihlava (2003 až 2007).
Milan Kolář je ženatý, má tři děti. Žije v Jihlavě.

## Politické působení
Do komunální politiky se pokoušel vstoupit, když kandidoval jako nestraník za ODA v rámci "Sdružení ČSNS, ODA, NK" v komunálních volbách v roce 1998 do Zastupitelstva města Jihlavy, ale neuspěl. Zastupitelem města se stal až ve volbách v roce 2002, kdy kandidoval jako nestraník za SZ. Ve volbách v roce 2006 obhajoval svůj mandát jako lídr uskupení Jihlavská aliance (sdružení nestraníků), ale neuspěl. Do zastupitelstva se opět vrátil po volbách v roce 2010, v nichž byl zvolen jako nezávislý na kandidátce subjektu "Krásná Jihlava NOJ - Jihlavská aliance - Svobodní". V komunálních volbách v roce 2014 mandát obhájil na kandidátce sdružení nestraníků "Forum Jihlava". Na začátku listopadu 2014 byl zvolen čtvrtým náměstkem primátora města Jihlavy, svěřen mu byl úsek školství, kultury, tělovýchovy a zdravotnictví a úsek sociálních věcí. Po rozpadu koalice byl 1. listopadu 2016 z funkce náměstka primátora odvolán.
V letech 2008, 2012 a 2016 kandidoval do Zastupitelstva Kraje Vysočina, ale ani jednou neuspěl. V prvním případě figuroval jako nestraník za US-DEU na kandidátce subjektu "DOHODA pro Vysočinu" (tj. US-DEU, ANEO a SP), ve druhém případě jako nestraník za SNK-ED na kandidátce subjektu "Pro Vysočinu" (tj. SNK-ED a hnutí Nestraníci) a ve třetím případě jako nestraník za SZ na kandidátce subjektu "Žijeme Vysočinou - TOP 09 a Zelení".
Ve volbách do Poslanecké sněmovny PČR v roce 2002 kandidoval jako nestraník za SZ v Kraji Vysočina, ale neuspěl. Ve volbách do Evropského parlamentu v roce 2009 pak kandidoval jako nestraník za EDS, ale ani tentokrát neuspěl. Ve volbách do Senátu PČR v roce 2016 kandidoval za TOP 09 v obvodu č. 52 – Jihlava. Jeho kandidaturu podporovala také SZ. Se ziskem 9,14 % hlasů skončil na 6. místě a do druhého kola nepostoupil.